# Bonner Durchmusterung
Bonner Durchmusterung (BD) é um catálogo de estrelas compilado pelo astrônomo Friedrich Wilhelm Argelander, no Observatório de Bonn, com o auxílio de Adalbert Krüger e Eduard Schönfeld. A obra lista a posição e a magnitude aparente de mais de 320.000 estrelas.